# ITF 남자 월드 테니스 투어
퓨처스 대회(Furtures tournaments)는 ITF 남자 서킷을 구성하는 테니스 대회의 하나이며, 국제 테니스 연맹(ITF)이 관장하고 있다. 퓨처스 대회에는 단식과 복식이 있고, 일주일에 걸쳐 열린다. 랭킹이 없는 선수는 퓨처스 대회의 예선에 참가하여 ATP 랭킹 포인트를 획득할 수 있다. 현재 전 세계적으로 해마다 600~700여 개의 퓨처스 대회가 열리고 있으며, 2008년 기준으로 퓨처스 대회의 상금액은 미화 10,000 달러 또는 15,000 달러로 정해져 있다.
퓨처스 대회는 프로 대회의 가장 마지막 등급에 해당하는 대회로, 그 차례는 그랜드 슬램, ATP 월드 투어 마스터스 1000, ATP 월드 투어, ATP 챌린저 투어, 그리고 그 다음이 퓨처스 대회이다.